# Panel Syndicate
Panel Syndicate es una editorial on-line de cómics digitales que funciona a través del sistema "paga lo que quieras" y sin DRM en lenguas múltiples, fundada por Marcos Martín para publicar su obra conjunta con Brian K. Vaughan,  el cómic  The Private Eye en marzo de 2013, cuya propiedad es de los creadores. Hasta la fecha, Panel Syndicate ha publicado cómics en inglés, español, catalán, portugués, y francés, con lenguas adicionales en desarrollo. The private eye ha recibido reconocimiento por parte de la crítica y la atención de medios de comunicación debido a su papel como uno de los primeros cómics sin DRM vendidos a través del sistema "paga lo que quieras" hechas por creadores del calibre de Marcos Martin y Brian K. Vaughan.  Siendo inicialmente un outlet para publicar las colaboraciones de Vaughan y Martín, Panel Syndicate está abierto a publicar el trabajo de otros creadores a través del mismo sistema sin DRM "pagar lo que quieras".

## Funcionamiento: "paga lo que quieras"
La plataforma Panel Syndicate apuesta por el formato "pay-what you want" (paga lo que quieras), el cual permite al usuario decidir cual es el precio que quiere pagar para cada cómic. Este sistema, junto a la popularidad de sus creadores,  es el que hizo popular a la plataforma, pues es un formato poco popular que elimina a las editoriales. Sin el intermediario, todos los derechos quedan reservados a los creadores de la obra, y de la misma forma, todos los beneficios van directamente a ellos, cosa que no pasa en cualquier otro caso. 
Aun así, obras publicadas en Panel Syndicate  como el cómic The Private Eye, han acabado siendo impresas a papel y por lo tanto, en estos casos sí que intervinieron editoriales. Aun así, inicialmente todas fueron publicadas a través de la plataforma y con su sistema de pago.

## Publicaciones de otros creadores (2014-2019)
- En noviembre de 2014, Universo!, un libro de ciencia ficción formado por historias independientes creado y escrito por Albert Monteys fue publicado en el sitio web.[7]

- En diciembre de 2015, Vaughan y Martín empezaron a publicar su segunda serie, Barrier,  una serie de cinco entregas que acabó en julio del 2017, en su sitio web.[8][9] Es una obra  sobre la violencia y lainmigración ilegal.
- En abril de 2016, Vaughan y Martín publicaron una historia autorizada e independiente de Walking Dead, una sola narración que revela qué le pasó a Jeff Grimes, el hermano de Rick. Esta obra se llama Walking Dead: The Alien. El permiso para hacerla se obtuvo a cambio del permiso de los creadores para dejar que Image Comics publicara la versión física de tapa dura de The Private Eye.[10]
- En abril de 2017, Blackhand Ironhead, una comedia que se centra en familias con superhéroes pero que no se centra en los superhéroes, fue publicado en el sitio web. Esta obra fue creada y escrita por  David López.[11]
- En noviembre de 2017, Umami, una aventura sobre Uma y Ami, que trabajan de cocineras para su rey, escrita por Ken Niimura, fue publicada en Panel Syndicate.[12]
- En mayo de 2018, la mini-série completa de Barrier fue publicada en papel por Image Comics, empezando con el primer fascículo siendo parte del Día de Comic Gratis.[13]
- En mayo de 2018, Glacier City, una historia policial sobre un remoto pueblo de Alaska, creada por Jay Faerber y Michael Montenat fue publicada en la plataforma.[14]
- En 2019,  el cómic de Ken Niimura,  Umami, un trabajo publicado por Panel Syndicate, ganó el premio Eisner para mejor cómic digital .[15]
- En el año 2020, se publicaron tres obras distintas: la série Bad Karma  de Alex de Campi, Ryan Howe y Dee Cunniffe; Friday de Ed Brubaker, Marcos Martin y Muntsa Vicente y finalmente el cómic The One You Feed de Donny Cates, Dylan Burnett, Dean White y John J. Hill.